# ماوريسيو سينفويغوس
ماوريسيو سينفويغوس (بالإسبانية: Mauricio Cienfuegos) هو مدرب كرة قدم ولاعب كرة قدم سلفادوري في مركز الوسط، ولد في 12 فبراير 1968 في سان سلفادور في السلفادور. شارك مع منتخب السلفادور لكرة القدم. أما مع النوادي، فقد لعب مع تامبيكو ماديرو وسانتوس لاغونا ولوس أنجلوس غلاكسي ونادي لويس أنخيل فيربو.

## وصلات خارجية
- ماوريسيو سينفويغوس على موقع الاتحاد الدولي (مؤرشف)  (الإنجليزية)
- ماوريسيو سينفويغوس على موقع الدوري الأمريكي (الإنجليزية)
- ماوريسيو سينفويغوس على موقع قاعدة بيانات كرة القدم.إي يو (الإنجليزية)
- ماوريسيو سينفويغوس على موقع بيانات كرة القدم. دي إي (الألمانية)
- ماوريسيو سينفويغوس على موقع ناشيونال فوتبول تيمز (الإنجليزية)
- ماوريسيو سينفويغوس على موقع عالم كرة القدم.نت (الإنجليزية)